# ニムロッド (アルバム)
『ニムロッド』（Nimrod）は、アメリカのロックバンド、グリーン・デイのアルバム。グリーン・デイにとっては、通算で5枚目のアルバム作品。1997年10月14日に発売され、アメリカのビルボード200チャートでは10位にランクした。本作は500万枚のセールスがある。
ヒッチン・ア・ライド、グッド・リダンス (タイム・オブ・ユア・ライフ)、リダンダント、ナイス・ガイズ・フィニッシュ・ラストの4曲がシングルカットされた。

## 収録曲
作詞はビリー・ジョー・アームストロング。作曲はグリーン・デイ。
1. ナイス・ガイズ・フィニッシュ・ラスト - "Nice Guys Finish Last" - 2:49
2. ヒッチン・ア・ライド - "Hitchin' a Ride" - 2:49
3. グラウチ - "The Grouch" - 2:12
4. リダンダント - "Redundant" - 3:17
5. スキャッタード - "Scattered" - 3:02
6. オール・ザ・タイム - "All the Time" - 2:10
7. ウォリー・ロック - "Worry Rock" - 2:27
8. プラティパス (アイ・ヘイト・ユー) - "Platypus (I Hate You)" - 2:21
9. アップタイト - "Uptight" - 3:04
10. ラスト・ライド・イン - "Last Ride In" - 3:47
11. ジンクス - "Jinx" - 2:12
12. ハウシンカ - "Haushinka" - 	3:25
13. ウォーキング・アローン - "Walking Alone" - 2:45
14. リジェクト - "Reject" - 2:05
15. テイク・バック - "Take Back" - 1:09
16. キング・フォー・ア・デイ - "King for a Day" - 3:13
17. グッド・リダンス (タイム・オブ・ユア・ライフ) - "Good Riddance (Time of Your Life)" - 2:34
18. プロセスティック・ヘッド - "Prosthetic Head" - 3:38
19. ディセンシタイズド - "Desensitized" - 2:49
  - 日本盤に収録

## クレジット
- ビリー・ジョー・アームストロング - ボーカル、ギター 、ハーモニカ
- マイク・ダーント - ベースギター、コーラス （加えて「ディセンシタイズド」で野球のバット）
- トレ・クール - ドラム、ボンゴ、タンバリン
- ロブ・キャヴァロ、グリーン・デイ - プロデューサー
- ペトラ・ヘイデン（英語版） - ヴァイオリン
- ギャブリアル・マックネアー（英語版） - ホーン

| スタブアイコン | サブスタブ | この項目は、まだ閲覧者の調べものの参照としては役立たない、アルバムに関連した書きかけの項目です。この項目を加筆・訂正などしてくださる協力者を求めています（P:音楽/PJ:アルバム）。 |